# Robert Gaudreau
Pour les articles homonymes, voir Gaudreau.
Robert René Gaudreau (né le 8 mars 1944 à Providence (Rhode Island)) est un joueur américain de hockey sur glace.

## Carrière
Robert Gaudreau est un membre des Bears de Brown, le club de l'université Brown. Il termine sa carrière comme le défenseur le plus productif de Brown avec 35 buts et 55 passes pour 90 points. Lors de la saison 1964-1965, grâce à l'entraînement de James Fullerton, les Bears remportent le titre de l'Ivy League et obtiennent une place dans le Final Four de la NCAA organisé au nouveau Meehan Auditorium.
Pendant la saison 1967-1968, il fait quelques matchs pour les Nationals du Minnesota, équipe de l'United States Hockey League, ou le club de St. Nick’s de New York.
Gaudreau fait partie à nouveau de l'équipe nationale aux Jeux olympiques d'hiver de 1968 à Grenoble qui termine sixième. Il en revient avec des douleurs au genou gauche alors qu'il souhaitait mettre fin à sa carrière.
Diplômé en 1968 de l'université Columbia avec un master en administration des entreprises, il commence sa carrière d'agent immobilier en 1973 en vendant des projets de maisons abordables et est actif pendant plus de 40 ans. Il est un fondateur du Property Advisory Group et du Cathedral Development Group. Dans les années 1980, il continue à partager son expérience quand il commence à développer des projets d'immobilier abordable et d'autres formes.

## Récompenses et distinctions
| Récompense                  | Année     |       |
| --------------------------- | --------- | ----- |
| All-ECAC Hockey Second Team | 1963–1964 | ,     |
| All-ECAC Hockey First Team  | 1964–1965 | ,     |
| AHCA East All-American      | 1964–1965 | [ 6 ] |
| All-ECAC Hockey First Team  | 1965–1966 | ,     |
| AHCA East All-American      | 1965–1966 | [ 6 ] |

- Trophée Walter Brown pour le meilleur joueur universitaire né aux États-Unis de la Nouvelle-Angleterre[4],[1].
- Intronisé au Temple de la renommée du hockey de Rhode Island[1].

## Famille
Il est le père de Rob Gaudreau, joueur notamment des Sharks de San José.